# 프라하 바츨라프 하벨 국제공항
프라하 바츨라프 하벨 국제공항(영어: Václav Havel Airport Prague, IATA: PRG, ICAO: LKPR)은 체코 프라하에 있는 국제공항으로 시내 도심에서 10킬로미터 거리에 있다. 스마트윙스의 허브 공항에 속한다. 체코의 민주화를 이끌었던 극작가 출신 바츨라프 하벨 대통령의 이름을 본떠서 2012년 10월 5일에 개칭하였다. 이전 명칭은 프라하 루지네 국제공항이다.

## 개요
1937년 4월 5일 문을 열었다. 2007년 1240만 명의 승객이 이용하였고 중부유럽과 동유럽에서 가장 많은 사람이 이용하는 공항으로 뽑힌다. 대부분의 비행기가 북(北)터미널에서 출발하며 남(南)터미널에서는 소수의 비정기 노선의 비행기가 떠난다. 평면 해면상 고도(above mean sea level)는 380m이다. 이용되는 활주로는 2개로 길이는 각각 3,715m, 3,250m이고 이전의 있던 2,120m의 활주로는 사용하지 않는다.
대한항공이 체코항공의 지분 44%를 인수하면서, 한국어 표지판이 설치되었다.

## 구성

### 터미널

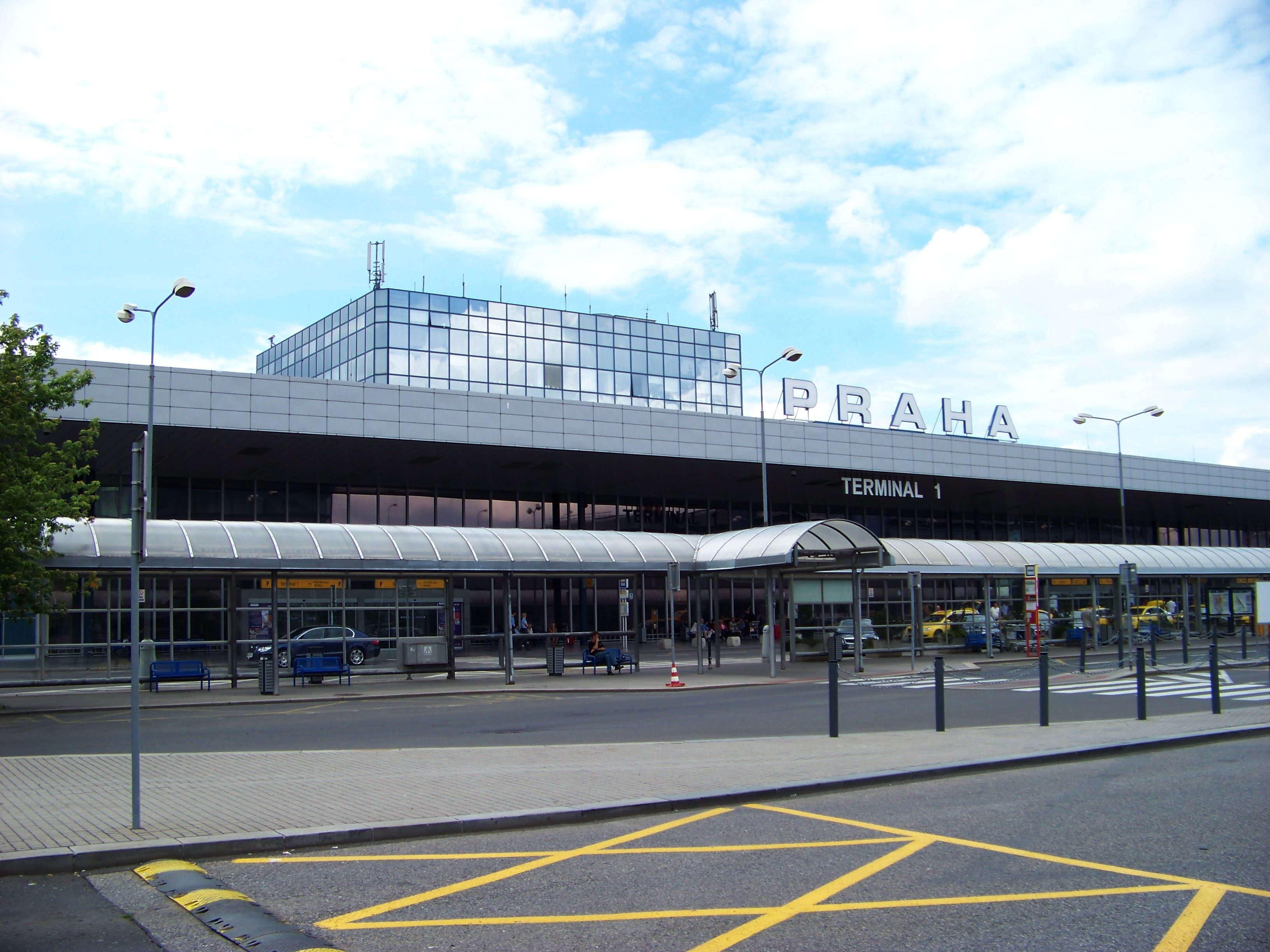
1터미널

프라하 공항에는 2개의 주요 여객 터미널, 2개의 일반 항공 터미널, 그리고 화물 시설이 있다. 대부분의 항공편은 북터미널에서 프라하공항을 출발한다. 사우스터미널(터미널 3 및 4번 터미널)은 VIP 항공편, 특별 항공편 및 소형 항공기뿐만 아니라 몇 가지 불규칙한 비행을 다룬다.
- 터미널 1은 솅겐 지역 외부의 항공기에 사용된다. 1968년에 문을 열었고 1997년에 재건되었다. 그것은 A와 B를 포함한다.
- 터미널 2는 솅겐 지역 내의 항공편에 사용된다. 2006년 1월 17일에 개장되었다. C와 D를 포함한다.
- 터미널 3은 민간 및 전세 항공편에 사용되며, 1997년에 개통되었다.
- 터미널 4는 VIP 항공편 및 주 방문 전용으로 사용되며 1937년 4월 5일에 문을 연 공항 중 가장 오래된 지역이다.

화물 터미널 1은 멘지스 항공 체코가 운영하는 화물 터미널 1과 스카이포트가 운영하고 있다.

### 활주로
공항에는 두 개의 활주로가 있다. 06/24 (1993년 4월 07/25)와 12/30 (2012년 5월 13/31일까지). 이전 활주로 04/22는 이륙 및 착륙을 위해 영구적으로 폐쇄되며, 택시 및 주차에만 사용된다. 서부풍의 영향으로 가장 많이 사용되는 활주로는 24번이다. 30번 활주로도 자주 사용된다. 활주로 12는 예외적으로만 사용되는 반면 활주로 06은 거의 사용되지 않는다.

### 작업
이 공항을 운영하는 회사는 한 명의 주주인 재무부를 거느린 공동 주식 회사인 프라하 공항(Letishette Praha, a.s.)이다. 이 회사는 프라하 공항(Sprarva LetiShette Praha, s.p.) 국영기업과 관련된 민영화 과정의 일환으로 2008년 2월에 설립되었다. 이 조치는 2008년 7월 9일 통과된 체코 정부의 협정 888호에 따른 것이다. 2008년 12월 1일, 프라하 공항은 이전에 Sprahva Letishte Praha, s.p이다. 그리고 프라하 공항이 가졌던 모든 권리와 의무를 취득했다. 프라하 공항 본사는 프라하 6호에 있다. 전직 국영기업은 공항 소유지에 본사를 두고 있었다.

## 운항 노선

### 국제선
| 항공사               | 도착지 |
| -------------------- | --- |
| 스마트윙스           | 그란 카나리아, 두바이, 란사로테, 마르사 알람, 말라가, 스플리트, 테네리페(남부), 텔아비브, 팔마데마요르카, 푸에르테벤투라, 후르가다 계절편 : 니스, 두브로브니크, 라르나카, 라메치아테르메, 로도스, 메노르카, 무르시아, 바르나, 발렌시아, 부르가스, 사모스, 산토리니, 악티온, 안탈리아, 알메리아, 올비아, 자킨토스, 카니아, 카르파토스, 카타니아, 칼리아리, 케팔로니아, 코르푸, 코스, 테살로니키, 티라니아, 푼샬, 헤라킬리온 전세편 : 나폴리, 다카르, 달라만, 라스알카이마, 레우스, 렘노스, 마르사 아르툼, 모나스티르, 무스카트, 보드룸, 보아 비스타, 살, 살랄라, 샤름엘셰이크, 스키아토스, 아가디르, 아카바, 엔피다, 오주다, 이비자, 이즈미르, 제르바, 지로나, 카이로, 카발라, 칼라마타, 키티라, 타바, 파로, 파트라스, 팔레르모 |
| 대한항공             | 서울(인천) |
| 아시아나항공         | 서울(인천) |
| 중화항공             | 타이페이(타오위안) |
| 플라이나스           | 계절편: 리야드 |
| 에미레이트 항공      | 두바이 |
| 에티하드 항공        | 아부다비 |
| 플라이 두바이        | 두바이 |
| 살람 에어            | 무스카트 계절편 : 살랄라 |
| 플라이 에르빌        | 에르빌 |
| 엘알 이스라엘 항공   | 텔아비브 |
| 아키아 이스라엘 항공 | 계절편 : 텔아비브 |
| 이스라에어 항공      | 계절편 : 텔아비브 |
| 카타르 항공          | 도하 |
| 자지라 항공          | 계절편 : 쿠웨이트 시티 |
| 아제르바이잔 항공    | 바쿠 |
| 우즈베키스탄 항공    | 전세편 : 타슈켄트 |
| 이집트 항공          | 계절편 : 후르가다 |
| 에어 카이로          | 마르사 알람, 후르가다 |
| 튀니스에어           | 계절편 : 튀니스 |
| 노블에어             | 전세편 : 모나스티르 |
| 영국항공             | 런던(히드로), 프랑크푸르트 계절편 : 런던(시티) |
| 이지젯               | 런던(개트윅), 리스본, 리옹, 맨체스터, 밀라노(말펜사), 바젤/뮐루즈, 브리스틀, 암스테르담, 제네바, 포르토 계절편: 런던(루턴), 에든버러 |
| 제트투컴             | 런던(스탠스테드), 리즈/브래드포드, 맨체스터, 버밍엄, 브리스톨 계절편 : 글래스고, 뉴캐슬, 벨파스트, 이스트 미들랜드 |
| 에어 프랑스          | 파리(샤를 드골), 프랑크푸르트 |
| 루프트한자           | 뮌헨, 코시체, 프랑크푸르트 |
| 콘도르               | 프랑크푸르트 |
| 유로윙스             | 뒤셀도르프, 라르나카, 로마(레오나르도 다 빈치), 말라가, 바르셀로나, 스톡홀름(알란다), 아테네, 오슬로(가르데르모엔), 제네바, 코펜하겐, 쾰른(본), 테네리페(남부), 트빌리시, 푸에르테벤투라 계절편 : 로도스, 마르사 알람, 미키노스, 알리칸테, 자킨토스, 코르푸, 팔마데마요르카, 푼샬, 헤라킬리온, 후르가다 |
| 에어링구스           | 더블린, 프랑크푸르트 |
| 라이언에어           | 더블린, 나폴리, 런던(스탠스테드), 로마(레오나르도 다 빈치), 리가, 마드리드, 마르세유, 말라가, 맨체스터, 바르셀로나, 바리, 베르가모, 보르도, 보베, 부다페스트, 샤를루이, 암만, 에든버러, 예테보리, 이스트 미들랜드, 카타니아, 코펜하겐, 쾨시체, 크라우프, 튜린, 트레비소, 티라니아, 피사 계절편: 그단스크, 로도스, 리미니, 볼로냐, 세빌, 스키아토스, 자다르, 코르푸, 팔마데마요르카, 페스카라 |
| KLM                  | 암스테르담, 프랑크푸르트 |
| 트랜스아비아닷컴     | 에인트호번, 파리(오를리) |
| 룩스에어             | 룩셈부르크 시티 |
| 브뤼셀 항공          | 브뤼셀 |
| 스위스 국제항공      | 취리히, 코시체 |
| 헬베틱 항공          | 코시체 |
| 오스트리아 항공      | 빈, 코시체, 프랑크푸르트 |
| 에게 항공            | 아테네 |
| 블루버드 항공        | 계절편 : 텔아비브 |
| 에어 몬테네그로      | 계절편 : 티바트 |
| 에어 몰타            | 몰타 |
| 이베리아 항공        | 마드리드 |
| 볼로테아 항공        | 낭트 계절편 : 리옹, 툴루즈 |
| 부엘링 항공          | 바르셀로나, 암스테르담, 파리(오를리) 계절편: 빌바오 |
| 키프로스 항공        | 라르나카 |
| 터키항공             | 이스탄불(아르나부코이) |
| 선익스프레스 항공    | 안탈리아 계절편 : 이즈미르 |
| 콘랜던 항공          | 전세편 : 안탈리아 |
| 페가수스 항공        | 이스탄불(사비하 괵첸) |
| TAP 포르투갈 항공    | 리스본 |
| 에어발틱             | 리가 |
| TAROM                | 부쿠레슈티 |
| 불가리아 항공        | 소피아 |
| 에어 세르비아        | 베오그라드드 |
| 크로아티아 항공      | 계절편 : 두브로브니크, 스플리트 |
| LOT 폴란드 항공      | 바르샤바, 코시체, 프랑크푸르트 |
| 위즈 에어            | 나폴리, 라르나카, 런던(개트윅), 런던(루턴), 로마(피우미치노), 밀라노(말펜사), 베네치아, 부쿠레슈티, 예레반, 이아시, 카타니아, 쿠타이시, 티라니아 |
| 스칸디나비아 항공    | 계절편 : 스톡홀름(알란다), 오슬로(가르데르모엔), 코펜하겐 |
| 노르웨이 에어 셔틀   | 스톡홀름(알란다), 오슬로(가르데르모엔) 계절편 : 스타방에르, 코펜하겐 |
| 아이슬란드 항공      | 계절편 : 레이캬비크 |
| 핀에어               | 헬싱키 |
| 델타 항공            | 계절편 : 뉴욕(JFK) |

### 화물 노선
| 항공사           | 도착지                                                                    |
| ---------------- | ------------------------------------------------------------------------- |
| 중화항공 카고    | 타이페이(타오위안), 룩셈부르크 시티, 방콕(수완나품), 아부다비, 암스테르담 |
| 카타르 항공 카고 | 도하, 부다페스트                                                          |
| ASL 항공 벨기에  | 리에주, 그단스크, 파리(샤를 드 골)                                        |
| 터키항공 카고    | 빌뉴스, 이스탄불                                                          |
| UPS 항공         | 쾰른(본)                                                                  |

## 통계

### 연간 이용객 수
프라하 바츨라프 국제공항은 2018년 유럽에서 36번째로 승객수가 많은 공항이었다.

## 교통

### 에어포트 서비스
체다스(CEDAZ)사의 미니 버스 이용하는 것이 편리하다. 프라하 시내라면 1~4명까지 호텔에다 바래다 주는 버스이다. 이용시간은 7시부터 22시까지 매30분 운행한다.

### 공항버스
공항과 프라하 중앙역 사이를 운행한다. 프라하 중앙역에서는 5시 15분에서 21시 40분까지 운영한다.

### 버스
- ● 119번 : 바츨라프 하벨 국제공항 (루지네 국제공항) → 데이비츠카 역
- ● 100번 : 바츨라프 하벨 국제공항 (루지네 국제공항) → 즐리친 역
- ● 179번 : 바츨라프 하벨 국제공항 (루지네 국제공항) → 노베 부토비치 역
- ● 225번 : 바츨라프 하벨 국제공항 (루지네 국제공항) → 노베 부토비치 역

### 택시
- 프라하의 택시는 운행 지구별로 색깔이 다르기 때문에, 이용자는 목적지에 따라 택시 승강장에서 승차한다. 바츨라프 하벨 국제공항에서는 종류에 관계없이 모든 택시가 갈 수 있다.

## 사진

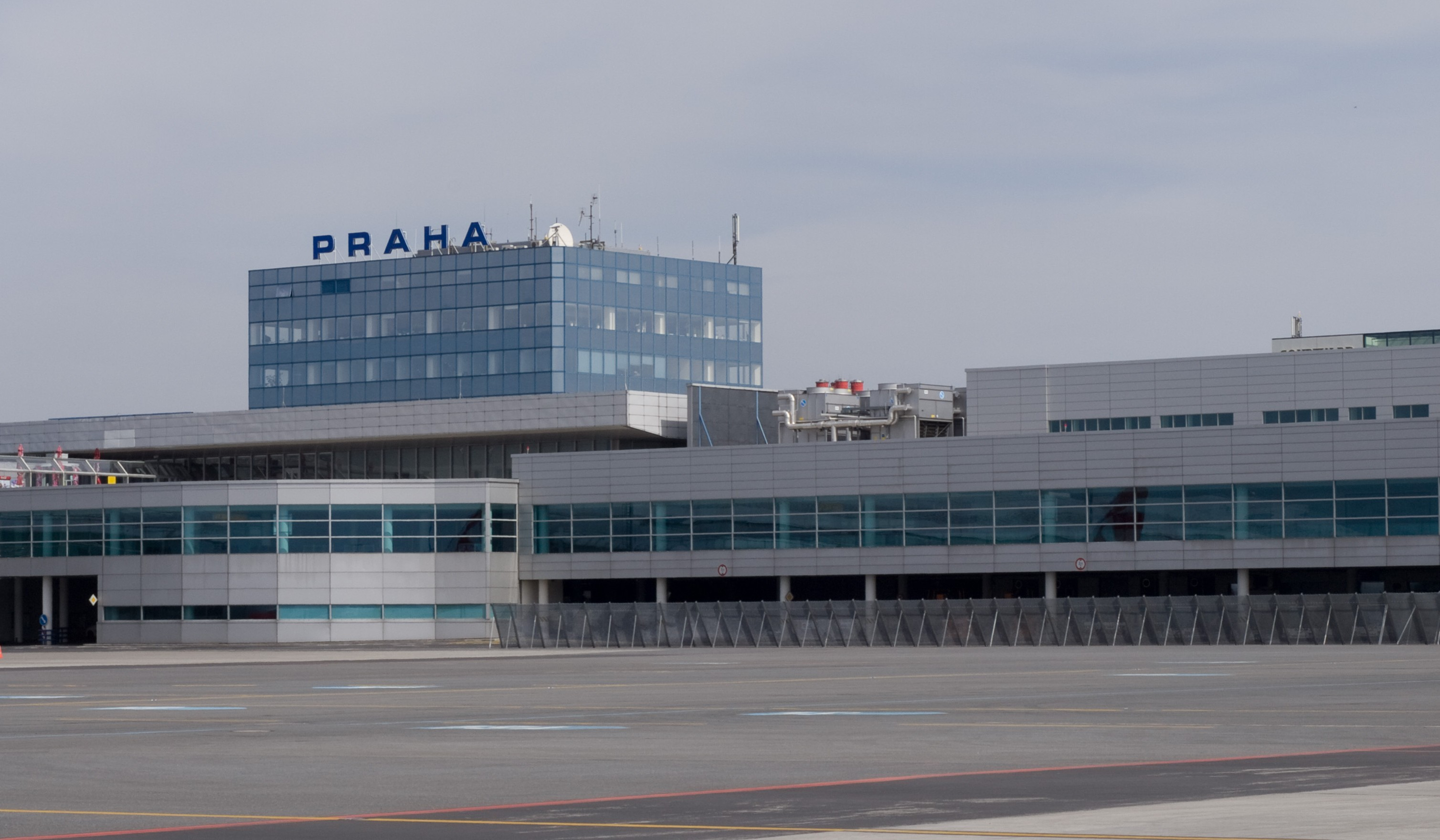
루지네 국제공항 이였을 때의 1터미널의 모습 (2010년 4월에 촬영)
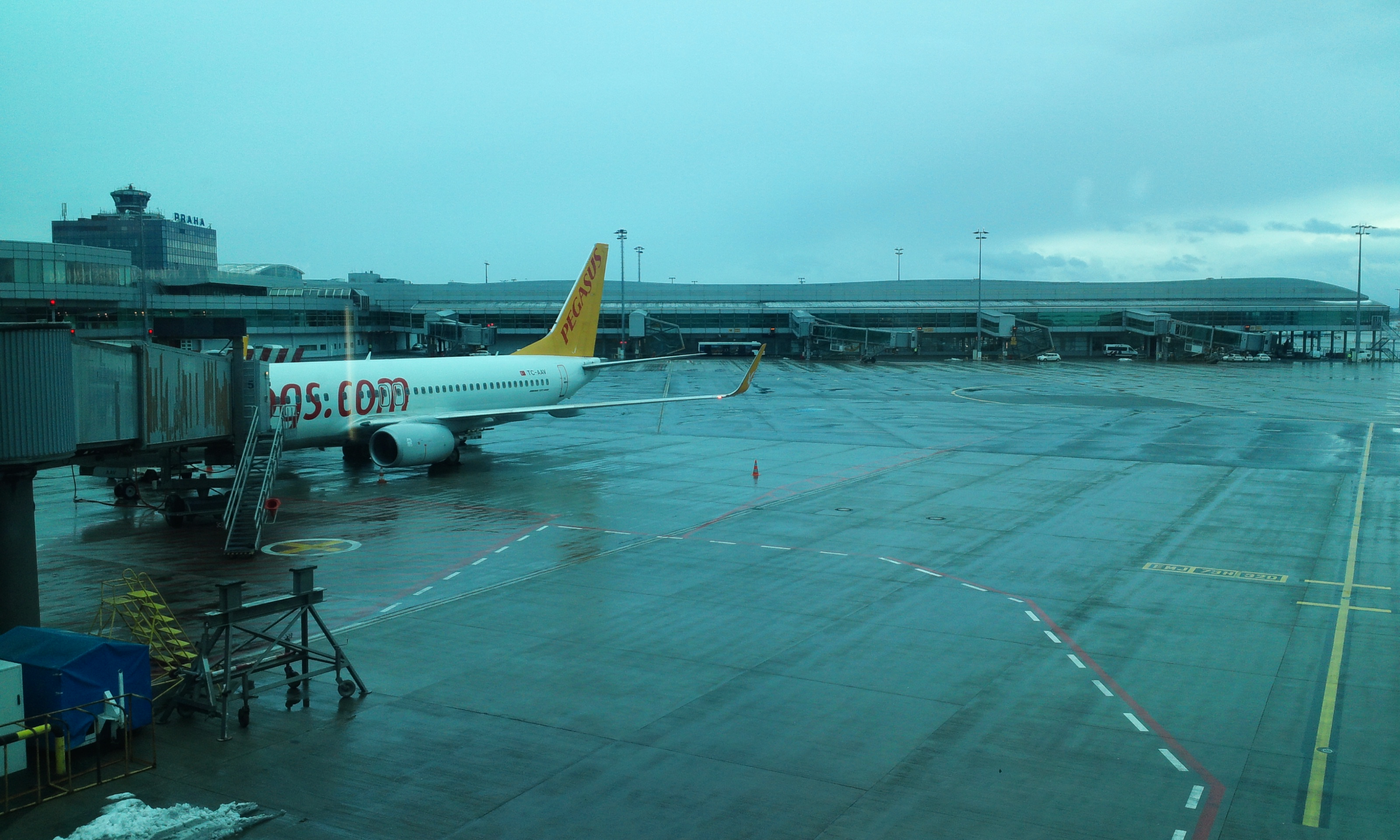
1터미널에서 바라본 페가수스 항공 (2015년 1월에 촬영)